# Bullet in the Head
Bullet in the Head (Originaltitel: chinesisch 喋血街頭 / 喋血街头, Pinyin Diéxuè jiētóu, Jyutping Dip6 hyut3 gaai1tau4 – „Blutvergießen der Straßen“) ist ein Actionfilm des Regisseurs John Woo aus dem Jahre 1990. Der Originaltitel lautet Die xue jie tou. Es handelt sich bei diesem Film um einen der letzten in Hongkong produzierten Filme von John Woo, bevor er nach Hollywood ging und Filme wie Mission: Impossible 2 oder Im Körper des Feindes drehte.

## Handlung
Da der junge Ben im Jahre 1967 in Hongkong in Notwehr den Anführer einer Gang erschlägt, muss er mit seinen besten Freunden Frank und Tom fliehen. Es verschlägt die drei nach Vietnam, wo der Krieg in vollem Gange ist. Beim Versuch, mit Hilfe ihres Freundes Luke geschmuggelte Waffen zu verkaufen, kommt es zu einer wilden Schießerei mit einer dort ansässigen Unterweltgröße. Dabei stehlen sie eine Kiste mit Gold. Tom, Ben und Frank können zunächst fliehen, geraten aber dann in nordvietnamesische Gefangenschaft. Dort werden sie zur Herkunft des Goldes verhört. Die Wärter in dem Lager sind extrem grausam und zwingen die Gefangenen dazu, sich gegenseitig zu erschießen. Als Frank Ben töten soll, können sie sich befreien und werden durch amerikanische Truppen gerettet. Bei der Flucht wird Frank angeschossen. Tom, der von Gier zerfressen das Gold mitschleppt, schießt Frank, statt ihm zu helfen, in den Kopf. Frank stirbt allerdings nicht, sondern wird gerettet und fristet von da an ein Leben als geisteskranker Junkie, da der Fremdkörper nicht aus seinem Kopf entfernt werden konnte und er die damit verbundenen Schmerzen ohne Drogen nicht erträgt. Um Geld dafür zu bekommen, begeht er Auftragsmorde. Ben, der es nicht erträgt, Frank in diesem Zustand zu sehen, tötet ihn, um ihn von seinem Leiden zu erlösen. Am Ende tötet er Tom, der durch das Gold gesellschaftlich aufgestiegen ist.

## Kritiken
„Das virtuos zwischen Actionfilm und Melodram changierende düstere Opus ist eine schonungslose Abrechnung mit den politischen Verhältnissen, mit den seelischen wie körperlichen Deformationen, die alle Figuren kennzeichnen. In der um 40 Minuten gekürzten […] Videofassung geht die eigenwillige Poesie des Films zugunsten drastischer Actionelemente verloren.“

„In den Filmen davor hat Woo die Gewalt ästhetisiert, ihr mit seiner eleganten Insze- nierung graziös die Härte genommen. Hier geraten ihm die Standardszenen trotz Sti- lisierung zu einem Bilderbogen nahezu unerträglicher Brutalität. […] Doch wenn Woo hier nicht nur kommerziell, sondern auch künstlerisch gescheitert ist, dann immerhin mit Grandesse. BULLET IN THE HEAD ist ein superteurer Mainstream-Film (für Hongkonger Verhältnisse), der mit wütender Verzweiflung in den noch blutenden Wunden seines Volkes rührt. Statt rasanter Action-Unterhaltung entwirft er eine beklemmende, düstere, höllische Vision der Conditio Humana mit Helden, die das Kainsmal schwerer Schuld tragen.“

„„Bullet In The Head“ ist ein kurzweiliger, eindringlicher und emotional ein wenig überladener Film. Aufgrund seiner kompromisslosen Darstellung von Gewalt genießt er in Splatterkreisen den Status eines Klassikers, kann aber darüber hinaus noch einiges mehr bieten. Nämlich eine Geschichte, die John Woo (der mittlerweile in Hollywood inszeniert, ohne an seine alte Größe anknüpfen zu können) mit einer Wucht erzählt, die kaum einem Vergleich standhält. Entweder man liebt den Film oder man hasst ihn. Aber auf jeden Fall hat er etwas, dass [sic] den meisten Film abgeht: Seele.“

„Ich war auf die Ehrlichkeit dieses Films nicht gefasst. […] Als der Film vorbei war, fand ich mich erschüttert und erschöpft.“

## Veröffentlichung
Der Film wurde von den Hongkonger Kino-Betreibern um 28 Minuten gekürzt und endet in der HK-Fassung mit einem Schussgeräusch im Off. Der Film ist in Deutschland in verschiedenen Fassungen auf DVD erhältlich, welche alle bis Dezember 2019 indiziert waren. Eine Neuprüfung durch die FSK steht noch aus.
Die komplette Fassung (englisch mit chinesischen Untertiteln) wurde von Woo-Biograf Thomas Gaschler 1991 und 1992 auf dem Weekend-of-Fear-Filmfestival in Nürnberg sowie im Münchner Werkstattkino und im Filmmuseum München vorgestellt.

## Deutsche Synchronfassung
| Darsteller          | Deutscher Sprecher | Figur                  |
| ------------------- | ------------------ | ---------------------- |
| Tony Leung Chiu-Wai | Philipp Moog       | Ben                    |
| Jacky Cheung        | Pierre Franckh     | Frank                  |
| Simon Yam           | Leon Rainer        | Luke                   |
| Chung Lin           | Fred Maire         | Mr. Leung              |
| San Yan Siao        | Peter Thom         | Onkel Dick / Mr. Shing |
| Tin Hung Yick       | Willi Röbke        | Ringo                  |

## Auszeichnungen und Nominierungen
Hong Kong Film Awards 1991
- Hong Kong Film Award in der Kategorie Best Film Editing für John Woo
- Nominierung in der Kategorie Best Actor für Jacky Cheung
- Nominierung in der Kategorie Best Cinematography für Ardy Lam, Wilson Chan, Wing-Hung Wong und Chai Kittikum Som
- Nominierung in der Kategorie Best Director für John Woo